# 魯任區

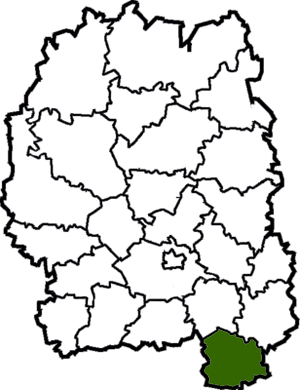
撤销前魯任區在日托米爾州的位置

魯任區（烏克蘭語：Ружинський район），曾是烏克蘭日托米爾州的一個區，位於該國北部，行政中心設於魯任，面積1,002平方公里，2013年人口28,191，人口密度每平方公里28.13人。
该区在2020年7月18日的乌克兰行政区划改革中被撤销，改革后日托米爾州下分为4个区。魯任區合并至別爾季切夫區。
49°43′24″N 29°13′38″E / 49.72333°N 29.22722°E